# Auraiya (Nepal)
Auraiya – gaun wikas samiti w środkowej części Nepalu  w strefie Narajani w dystrykcie Rautahat. Według nepalskiego spisu powszechnego z 2001 roku liczył on 1297 gospodarstw domowych i 8836 mieszkańców (4196 kobiet i 4640 mężczyzn).